# Clystea serrana
Clystea serrana là một loài bướm đêm thuộc phân họ Arctiinae, họ Erebidae.